# داریوس کاسپارایتیس
داریوس کاسپارایتیس (انگلیسی: Darius Kasparaitis؛ زادهٔ ۱۶ اکتبر ۱۹۷۲) بازیکن هاکی روی یخ اهل لیتوانی بود.
از باشگاه‌هایی که در آن بازی کرده‌است می‌توان به نیویورک رنجرز اشاره کرد.